# پادشاه (فیلم ۱۹۹۹)
پادشاه یک فیلم هندی در ژانر کمدی هیجان‌انگیز و عاشقانه محصول سال ۱۹۹۹ میلادی است.

## موضوع فیلم
«جانجون والا» در جستجوی دختر فراری خود است تا او را به ازدواج تاجری ثروتمند که قولش را داده در بیاورد و تلاش می‌کند با آدم ربایان مذاکره کند تا او را در امنیت آزاد کند اما…